# Konrad von der Vorst

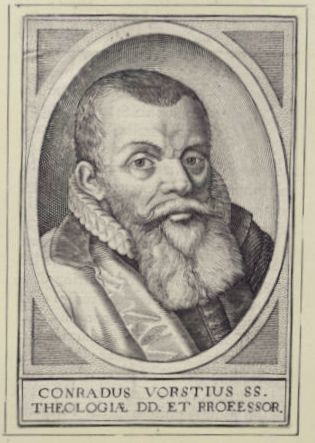
Konrad von der Vorst

Konrad von der Vorst, lateinisch Conrad Vorstius (* 19. Juli 1569 in Köln; † 29. September 1622 in Tönning) war ein deutsch-niederländischer Theologe und Reformer.

## Leben
Vorst wurde in Köln geboren, studierte in Heidelberg und Genf und begann 1596, an der Akademie von Steinfurt zu lehren. Er machte sich als Reformer einen Ruf und nahm 1610 ein Angebot nach Leiden an, wo durch den Tod von Jacobus Arminius der Lehrstuhl freigeworden war. 
Vorst schrieb dann ein Werk über Robert Bellarmin sowie ein weiteres über die Natur und die Eigenschaften Gottes, das den Ärger der konservativen niederländischen Calvinisten unter Franciscus Gomarus hervorrief. 
Vorst verlor seinen Posten in Leiden, und die Synode von Dordrecht verurteilte ihn als Ketzer. Er emigrierte nach Schleswig-Holstein.
Vorst schrieb viele theologische Werke; er galt als bedeutendster Sprecher der Arminianer. Bei seiner Beerdigung in Friedrichstadt hielt Marcus Gualtherus die Grabrede. Über seinem Grab wurde sodann die Remonstrantenkirche Friedrichstadt errichtet. 